# عشرت کردستانی
عشرت کردستانی (زادهٔ ۱۲ دی ۱۳۶۲) کاپیتان تیم ملی والیبال نشسته بانوان معلول ایران است. او پرچمدار کاروان ایران در پارالمپیک ریو ۲۰۱۶ بود.
عشرت کردستانی مجروح جنگ است. او در سال ۱۳۸۱ و در ۱۹ سالگی در منطقهٔ شلمچه با قطعی پای راست دچار مجروحیت شد.

## پرچمداری دربازی‌های المپیک تابستانی ۲۰۱۶
در ریو ۲۰۱۶ هر دو پرچمدار ایران در المپیک زهرا نعمتی و پارالمپیک عشرت کردستانی، بانو و از اهالی کرمان بودند. عشرت کردستانی برای حمل پرچم کاروان ایران در مسابقات معلولین که به نام «شهدای منا» نامگذاری شده بود از لباس احرام استفاده کرد.

## افتخارات
بهترین بازیکن ایران در مسابقه ایران و آمریکا بازی‌های المپیک تابستانی ۲۰۱۶